# ЭГМА
ЭГМА или Пейнирликёню (тур. Peynirlikönü Düdeni) — глубочайшая пещера Турции, по состоянию на 15 марта 2010 года ЭГМА — 14-я в мире пещера по глубине. Название ЭГМА — это аббревиатура составленная из первых букв исследователей: Эврена Гюная (Evren Günay) и погибшего в пещере Мехмета Али Озеля (Mehmet Ali Özel).

## География
Находится на плато Ташели (тур. Taşeli) в иле Мерсин на юге Анатолии в 17 км юго-западнее Анамур. Её глубина составляет 1429 метров. Вход находится на высоте 1900 метров над уровнем моря. Длина пещеры 3118 метров.

## История исследований
В 1988 году профессор Темучин Айген получил от кочевников информацию об огромной карстовой воронке. С этого времени началось исследование пещеры, проводимое BÜMAK (Спелеологическим обществом университета Богазичи (тур. Boğaziçi) из Стамбула). Эти исследования привели к открытию 11 пещер, две из которых самые глубокие в Турции. В 1993 году в провале Пейнирликёню спелеологи достигли глубины 252 метра, на следующий год — глубины 530 метров, а в 1997 году было достигнуто её дно на глубине 1377 метров. Пещера стала самой глубокой в стране.
В августе 2001 году произошла трагедия — сильный ливень застал экспедицию BÜMAK во время спуска в пещеру. Часть пещеры была затоплена, при этом погиб спелеолог Мехмет Али Озель (Mehmet Ali Özel), находившийся в это время на глубине 1280 метров. В 2004 году с помощью членов Болгарской Федерации Спелеологии BÜMAK достигла самой глубокой части пещеры — 1429 метров. Они были остановлены большим и глубоким подземным озером. Члены экспедиции подняли тело погибшего спелеолога на поверхность.